# 오세아니아의 코로나19 범유행
코로나19 범유행은 오스트레일리아 빅토리아주 멜버른에서 첫 확진 환자가 발생하면서 2020년 1월 25일 오세아니아에 도달한 것으로 확인되었다. 지금까지 많은 태평양의 작은 섬나라들이 국경을 폐쇄함으로써 발생을 피하였지만, 확진자가 발생하였다. 현재까지는 가장 최근 확진자가 생긴 나라는 2022년 12월 21일에 확진자가 발생한 토켈라우이다. 오스트레일리아와 뉴질랜드는 다른 서방 국가들에 비해 범유행의 대처가 뛰어났고, 다른 국가들은 지역 사회에서의 전염을 없앤다는 평가를 받고 있다.

## 국가별 전염병 상황
| 지역                | 확진자 | 사망자 | 회복   | 실질적 확진자 | 출처          |
| ------------------- | ------ | ------ | ------ | ------------- | ------------- |
| 오스트레일리아      | 27,699 | 907    | 25,464 | 1,328         | [ 1 ]         |
| 하와이주            | 16,309 | 222    | 12,006 | 3,049         | [ 2 ]         |
| 프랑스령 폴리네시아 | 11,316 | 52     | 4,842  | 6,422         | [ 3 ]         |
| 괌                  | 5,473  | 92     | 3,654  | 1,883         | [ 4 ] [ 5 ]   |
| 뉴질랜드            | 1,991  | 25     | 1,913  | 53            | [ 6 ]         |
| 파푸아뉴기니        | 599    | 7      | 586    | 7             | [ 7 ]         |
| 북마리아나 제도     | 100    | 2      | 29     | 61            | [ 8 ] [ 9 ]   |
| 피지                | 35     | 2      | 32     | 1             | [ 10 ]        |
| 누벨칼레도니        | 28     | 0      | 28     | 0             | [ 11 ]        |
| 솔로몬 제도         | 13     | 0      | 4      | 9             | [ 12 ]        |
| 이스터섬            | 5      | 0      | 5      | 0             | [ 13 ] [ 14 ] |
| 아메리칸사모아      | 3      | 0      | 0      | 0             | [ 15 ]        |
| 마셜 제도           | 2      | 0      | 0      | 2             | [ 16 ]        |
| 부건빌 자치주       | 1      | 0      | 0      | 1             | [ 17 ]        |
| 왈리스 푸투나       | 1      | 0      | 1      | 0             | [ 18 ]        |
| 바누아투            | 1      | 0      | 0      | 1             | [ 19 ]        |
| 총합                | 63,576 | 1,309  | 47,016 | 8,906         |               |

### 오스트레일리아

오스트레일리아의 주별 코로나 확진자 현황 지도

2020년 1월 25일, 중국 광저우시에서 1월 19일에 오스트레일리아로 입국한 사람이 확진 판정을 받았다. 그 환자는 멜버른에서 완치 판정을 받았다. 그리고 같은 날, 우한시에서 돌아온 3명이 시드니에서 양성 판정을 받았다.
3월 1일, 웨스턴오스트레일리아주의 78세 남성이 다이아몬드 프린세스에서 확진 판정을 받고 오스트레일리아에서 코로나로 사망한 첫 사례가 되었다. 이 환자는 퍼스의 병원에서 사망하였다.
2020년 10월 31일, 오스트레일리아는 현재 27,590명의 확진자가 있으며, 25,324명이 완치 판정을 받았고, 907명이 사망하였다.

### 뉴질랜드

뉴질랜드의 주별 코로나 확진자 현황 지도

뉴질랜드는 2월 26일 이란에서 도착한 한 시민이 2020년 2월 28일 양성 판정을 받으면서 첫 확진자가 생겼다. 두 번째 확진자는 최근 이탈리아 북부를 여행한 적이 있었던 시민이었다. 3월 4일 오클랜드에서 처음으로 바이러스가 국지적으로 전염됐다. 3월 29일 뉴질랜드에서 첫 사망자가 나왔는데, 웨스트코스트 지방에서 사는 70대 여성이다.
뉴질랜드 정부는 지난 3월 21일 뉴질랜드에서 발생한 코로나19 범유행을 관리하기 위해 4단계로 이뤄진 경보시스템을 도입하였다. 3월 25일, 뉴질랜드는 경보 레벨 4에 진입하여 전국적으로 영토를 봉쇄, 국경을 폐쇄하였다. 집단 모임이 금지되었고, 학교와 대부분의 사업장이 문을 닫으며, 슈퍼마켓, 주유소, 보건소 등 필수 서비스만 계속 열려 있게 되었다. 뉴질랜드 국경 내에서 범유행을 제거하기 위한 성공적인 노력으로 경보 수준 시스템은 4월 27일 레벨 3으로 격하, 이후 5월 13일 레벨 2로 점진적으로 되었고, 각 단계에서 잠금 제한과 사회적 거리의 제한 조치가 완화됐다. 6월 9일, 뉴질랜드는 경제활동과 일상 생활에 대한 나머지 제한은 없어졌지만, 대부분의 해외 여행자들에게는 국경선이 닫혀 있는 경보 레벨 1에 들어갔다.
5월 4일, 뉴질랜드는 폐쇄를 발표한 지 한 달 후, 새로운 코로나19 확진자가 없는 첫 날을 맞이하였다. 5월 31일까지 실질적으로 코로나를 가지고 있는 확진자는 한 명에 불과하여 총 1,504명(확진 1,154명, 추정 356명) 중 완치자 1,481명과 사망자 22명이 되었다. 그리고 6월 8일이 되자 마지막 코로나 환자가 완치됐다. 24일 연속 신규 확진자가 없는 데 이어 6월 16일에는 해외여행으로 인해 2명이 양성 판정을 받았다. 8월 11일 오클랜드에서 4건의 확진자가 102일 만에 처음으로 보고되었다.
11월 12일, 현재 뉴질랜드는 1,991명(확진 1,635명, 추정 356명)이 확진을 받았으며, 53명이 현재 코로나 치료를 받고 있다. 그리고 1,913명이 완치하였으며, 25명이 사망하였다. 또한 쿡 제도 및 니우에, 토켈라우와 로스 속령에서는 어떠한 사례도 보고되지 않았다.

### 칠레

#### 이스터섬
3월 19일, 이스터섬의 지방정부는 섬의 폐쇄를 명령하였고, LATAM 항공사에 섬의 모든 관광객들의 출국을 요청하였다. 3월 24일 이스터섬에서 처음으로 코로나바이러스 양성 판정 환자가 보고되었다. 4월 초까지 5건의 확진자가 보고되었다. 몇 주 후 모든 확진자가 회복하였으며, 이후 새로운 확진자는 생기지 않았다.

### 미국
미국에서 코로나19가 발생하는 48개의 맞대고 있는 주와 함께, 미국이 오세아니아에서 다스리는 지역에서도 발병 사례가 보고되었다. 그 중에서는 하와이주가 가장 환자가 많으며, 그 뒤를 괌과 북마리아나 제도가 따르고 있다.

#### 하와이주
10월 30일, 미국의 하와이주는 총 15,003명의 확진자가 발생하였으며, 그중 216명이 사망하고, 11,738명이 완치됐다. 처음으로 발생된 확진자는 3월 6일에 발견되었으며, 같은 달 30일에 처음으로 사망자가 발생하였다.

섬 별 하와이의 코로나 확진 지도

초기 코로나바이러스 사례의 급증에 대응하여 주지사인 데이비드 이게는 3월 24일부터 4월 30일까지 주 전체에 걸쳐 폐쇄 조치를 내렸다. 몇 달 후 또 다른 급증 현상이 발생한 후, 8월 27일부터 9월 9일까지 두 번째 봉쇄가 이루어졌다. 이후 9월 24일까지 기간이 연장됐다.
발병의 중심지는 하와이 주민들이 대부분 거주하고 있는 오아후섬이다. 하와이섬, 마우이섬, 몰로카이섬, 라나이섬에서도 확진자가 발생하였다. 니하우섬에서는 아직 확진자가 발생하지 않았다.

#### 아메리칸사모아
11월 9일, 처음으로 세 명의 코로나 확진자가 발생하였다.

#### 괌
2020년 3월 15일, 괌에서 처음으로 3명의 확진자가 나왔다.  11월 13일 기준 5,473명이 감염되었으며, 90명이 사망하였다.

#### 북마리아나 제도
11월 2일, 현재 96명의 코로나바이러스 감염자가 있으며, 두 명이 사망하였다.

### 프랑스

#### 프랑스령 폴리네시아
2020년 3월 11일, 프랑스령 폴리네시아에서 처음으로 1명의 확진자가 나왔다. 이 확진자는 마이나 사게로, 프랑스 국민의회 의원이다.

#### 누벨칼레도니
7월 18일, 누벨칼레도니에는 22명의 확진자가 있었다. 대통령 티에리 산타는 4월 4일, 직원 한 명이 양성 판정을 받은 후 자가 격리에 들어갔다.

#### 왈리스 푸투나
10월 16일, 타국에서 송환된 첫 환자가 발생했다. 같은 달 23일 첫번째 환자에 대한 검사결과 음성 판정이 나왔다. 이후에는 더 이상의 확진자는 없었다.

### 바누아투
11월 11일, 바누아투에서 미국에서 오클랜드와 시드니를 경유한 후 바누아투로 들어온 남성이 처음으로 코로나 양성 판정을 받았다.

### 솔로몬 제도
2020년 10월 3일, 솔로몬 제도의 첫 코로나19 확진자가 발생하였다.

### 파푸아뉴기니
3월 20일, 파푸아뉴기니에 첫 확진자가 발생하였다.
8월 28일 기준 파푸아뉴기니는 453명의 확진자가 있으며, 회복은 232건, 사망자는 5명이었다.

#### 부건빌 자치주
2020년 8월 7일, 부건빌 자치주의 아라와에서 영토 내의 첫 번째 코로나19 확진자가 나왔다.

### 피지
2020년 3월 19일 피지에서 처음 코로나19 양성 판정을 받은 사람이 나왔다.
7월 31일, 피지에서 처음으로 코로나로 인한 사망자가 나왔다. 그 환자는 인도에서 본국으로 송환된 66세의 남성이었다.
11월 11일, 비치레부섬과 바누아레부섬의 확진자를 모두 합하여 총 35명의 확진자가 있으며, 그 중 두 명이 사망하였다.

### 마셜 제도
1월 24일, 마셜 제도는, 자신의 국가를 방문하는 사람들에게 적어도 14일 동안 바이러스가 없는 나라에서 보내도록 요구하는 자문을 발표하였다. 3월 1일, 중국, 마카오, 홍콩, 일본, 한국, 이탈리아, 이란이 입국 금지국이 되었다.
3월 18일, 모든 국제 여행이 일시적으로 폐쇄되었으며, 일부 섬 내 비행 서비스 또한 제한됐다.
10월 28일, 코로나의 첫 두 명의 양성 확진 환자가 미군 기지에서 확인되었다.